# Constancea nevinii
Constancea nevinii (A.Gray) B.G.Baldwin è una pianta della famiglia delle Asteraceae, endemica della California. È l'unica specie del genere Constancea.

## Distribuzione e habitat
L'areale di questa specie è ristretto ad alcune isole dell'arcipelago delle Channel Islands: isola di San Clemente, isola di Santa Barbara e isola di Santa Catalina.